# گیم (غذا)
گیم ( کره‌ای: 김 ) ، همچنین شناخته شده با تلفظ کیم، اصطلاحی عمومی برای گروهی از علف های دریایی خوراکی خشک برای استفاده به عنوان ماده اولیه آشپزی کره ای که شامل گونه های متعدد در جنس Pyropia و Porphyra ، از جمله P. tenera ، P. yezoensis . P. suborbiculata ، P. pseudolinearis ، P. dentata و P. seriata .است ، می‌باشد.
گیم همراه با واکامه و کتانجک شیرین یکی از پرمصرف‌ترین جلبک‌های دریایی در کره است. ورقه های خشک شده گیم را اغلب برای دورپیچ غذا های دیگر و خوردن با برنج استفاده می‌کنند. گیم‌باپ اقتباسی شیک تر از گیم می‌باشد که در آن گیم فقط دورپیچ برنج نمی‌شود ، بلکه با گوشت ، ماهی یا سبزیجات هم ترکیب می‌شود. گیم را بدون برنج نیز می توان خورد. این کار با تفت دادن با روغن کنجد یا سرخ کردن و برش دادن آن برای تهیه مخلفات ( بانچان ) مثل بوگک انجام می‌شود.